# Tomás Händel
Tomás Händel, né le 27 novembre 2000 à Guimarães au Portugal, est un footballeur portugais qui évolue au poste de milieu défensif au Vitória SC.

## Biographie

### En club
Né à Guimarães au Portugal, Tomás Händel commence le football au Moreirense FC avant d'être formé par le club local du Vitória SC. Il s'impose comme l'un des meilleurs jeunes du club et signe son premier contrat professionnel le 27 mars 2019, le liant au Vitória SC jusqu'en juin 2023 avec une clause libératoire à 15 millions d'euros.
Il joue son premier match de première division portugaise le 22 août 2021, face au FC Vizela. Il est titularisé et son équipe l'emporte par quatre buts à zéro.
Le 14 mai 2023, Händel inscrit son premier but en professionnel, lors d'une rencontre de championnat face au Rio Ave FC. Titulaire, il donne la victoire à son équipe en étant l'unique buteur de la partie.
Le 27 avril 2024, Händel se fait remarquer en donnant la victoire à son équipe lors d'un match de championnat face au Boavista FC. Titulaire, il est l'unique buteur de la partie.

### En sélection
En février 2019, Tomás Händel est convoqué pour la première fois avec l'équipe du Portugal des moins de 19 ans. Il ne joue toutefois aucun match avec cette sélection
Tomás Händel joue son premier match avec l'équipe du Portugal espoirs le 6 septembre 2021 contre la Biélorussie. Il est titularisé lors de cette rencontre remportée par son équipe (1-0 score final),.